# Theodoret
Theodoret von Kyrrhos (mittelgriechisch Θεοδώρητος ο Κύρου, * 393 in Antiochia, Syrien; † um 460 in Kyrrhos) war Bischof von Kyrrhos und ein bedeutender Theologe und Kirchenhistoriker. Er wird in den Ostkirchen als Seliger verehrt.

## Leben
Theodoret trat um 415 in das Kloster Nikertai bei Apamea ein und amtierte ab 423 als Bischof in Kyrrhos. Er verteidigte die Lehren des Nestorius gegen Kyrill von Alexandria und wurde dafür 449 auf dem Konzil von Ephesos (der so genannten „Räubersynode“) verurteilt. Zwei Jahre später, 451, wurde er beim Konzil von Chalcedon rehabilitiert.

## Schriften
Theodoret hinterließ eine große Anzahl von Werken in unterschiedlichsten Genres. Bekannt ist insbesondere eine griechische Fortsetzung der Kirchengeschichte des Eusebius von Caesarea in fünf Büchern, welche die Zeit bis zum Beginn des nestorianischen Streits behandelt. Das Werk stellt aufgrund des darin überlieferten dokumentarischen Materials zum arianischen Streit eine wichtige Quelle dar. Die Schriften Theodorets gegen Kyrill von Alexandria wurden im Rahmen des Dreikapitelstreits auf dem Zweiten Konzil von Konstantinopel im Jahre 553 verurteilt. Aufgrund der von Cassiodor im 6. Jahrhundert angeregten lateinischen Übersetzung seiner Kirchengeschichte wurde das Werk dennoch rezipiert und entfaltete in der Westkirche im Mittelalter eine erhebliche Wirkung.
Die Kirchengeschichte des Theodoret wurde im Rahmen der Kirchenväterkommission der Berliner Akademie der Wissenschaften 1911 von Léon Parmentier herausgegeben. Die zweite Auflage (1954) wurde von Felix Scheidweiler besorgt, die dritte Auflage (1998) von Günther Christian Hansen. 

## Ausgaben
- Theodoriti Cyrensis episcopi De curatione Graecarum affectionum libri duodecim / Zenobio Acciaolo interprete. Stephanus, Paris 1519 (Digitalisat).
- Gerard H. Ettlinger: Theodoret of Cyrus, Eranistes. Critical text and prolegomena. Clarendon Press, Oxford 1975, ISBN 0-19-826639-1.
- Pierre Canivet, Alice Leroy-Molinghen: Théodoret de Cyr, Histoire des moines de Syrie. Histoire philothée. Introduction, texte critique, traduction, notes (= Sources Chrétiennes. Bände 234 und 257). 2 Bände, Éd. du Cerf, Paris 1977–1979, ISBN 2-204-01144-4 (Band 1) und ISBN 2-204-01393-5 (Band 2).
- Agnethe Siquans: Der Deuteronomiumkommentar des Theodoret von Kyros (= Österreichische biblische Studien. Band 19). Peter Lang, Frankfurt am Main 2002, ISBN 3-631-38868-3.
- Jean-Noël Guinot: Théodoret de Cyr, La trinité et l'incarnation. Texte critique, introduction, traduction, notes et annexes (= Sources Chrétiennes. Bände 574/575). 2 Bände, Éd. du Cerf, Paris 2015, ISBN 978-2-204-10347-3 (Band 1) und ISBN 978-2-204-10534-7 (Band 2).
- Theodoret, De Graecarum affectionum curatione – Heilung der griechischen Krankheiten. Edited by Clemens Scholten (= Vigiliae Christianae. Supplementband 126). Brill, Leiden 2015, ISBN 978-90-04-27932-2.
- Theodoret von Kyros, Unterscheidung von Lüge und Wahrheit. Abriss über die üblen Märchen der Häretiker. Zusammenfassung der göttlichen Lehrsätze. Herausgegeben von Benjamin Gleede unter Mitwirkung von Jonathan Bieler (= Die Griechischen Christlichen Schriftsteller. Neue Folge, Band 26). Walter de Gruyter, Berlin/Boston 2020, ISBN 978-3-11-067136-0.